# Alberto Urdiales
Alberto Urdiales Márquez (Santander, 17 de noviembre de 1968) es un exjugador y entrenador español de balonmano, actual coordinador del área técnica  de la Real Federación Española de Balonmano. A lo largo de su carrera deportiva ha ganado dos medallas de bronce con la selección española en los Juegos Olímpicos de Atlanta 1996 y Sídney 2000.

## Biografía
Hijo del futbolista Ulpiano Urdiales, Alberto comenzó a jugar balonmano en las categorías inferiores del Club Balonmano Santander (Clubasa), desempeñándose como extremo. En 1986 fue traspasado al Atlético de Madrid de la Liga ASOBAL, con el que ganaría una Copa del Rey (1986/87) y una Supercopa de España (1987/88). El jugador cántabro defendió la camiseta rojiblanca hasta 1993.
En 1992 formó parte de la selección de balonmano de España que participó en los Juegos Olímpicos de Barcelona 1992.
En la temporada 1993/94 regresó a Santander para jugar en el Teka Cantabria, coincidiendo con la mejor etapa del equipo cántabro. En ese club ganó su única liga nacional (1993/94), la Copa del Rey (1994/95), la Supercopa de España (1994/95) y dos campeonatos internacionales de clubes: la Copa de Europa (1993/94) y la Recopa de Europa (1997/98). Urdiales compartió vestuario con otros internacionales españoles como Talant Dujshebaev y José Javier Hombrados.
A nivel internacional, se hizo fijo en la selección española a las órdenes de Juan de Dios Román. En los Juegos Olímpicos de Atlanta 1996 los españoles obtuvieron por primera vez la medalla de bronce, el mismo metal que conseguirían en los Juegos Olímpicos de Sídney 2000. Además, en los Campeonatos Europeos de Balonmano ha conseguido dos medallas de plata (1996 y 1998) y una de bronce (2000). En total, Urdiales ha sido internacional en 142 ocasiones y ha marcado 438 goles.
Para la temporada 2001/02, Urdiales se marchó al Portland San Antonio de Pamplona en el que permanecería hasta su retirada en 2004, a los 36 años. De inmediato aceptó el puesto de entrenador en el Club Balonmano Cantabria, al que permanecería ligado hasta 2006.
En agosto de 2012 fue elegido presidente de la Federación Cántabra de Balonmano.
Ahora es coordinador del área técnica de la Real Federación Española de Balonmano. Además es comentarista de partidos de balonmano en Televisión Española.

## Clubes

### Jugador
- Club Atlético de Madrid (1986-1993)
- Club Balonmano Cantabria (1993-2001)
- Sociedad Deportiva Cultural San Antonio (2001-2004)

### Entrenador
- Club Balonmano Cantabria (2004-2006)

## Palmarés
Clubes
- Liga ASOBAL (1): 1993/94
- Copa del Rey (2): 1986/87, 1994/95
- Copa ASOBAL (2): 1996/97, 1997/98
- Supercopa de España (2): 1987/88, 1994/95
- Copa de Europa (1): 1993/94
- Recopa de Europa (1): 1997/98

Selección nacional
- Medalla de Bronce en los Juegos Mediterráneos de 1987
- Medalla de Bronce en los Goodwill Games de 1994
- Medalla de Plata en el Campeonato de Europa de 1996
- Medalla de Bronce en los Juegos Olímpicos de 1996
- Medalla de Plata en el Campeonato de Europa de 1998
- Medalla de Bronce en el Campeonato de Europa de 2000
- Medalla de Bronce en los Juegos Olímpicos de 2000